# Maratona Internacional de Macau
A Maratona Internacional de Macau (em chinês:  澳门国际马拉松) é uma corrida de rua disputada na distância de 42,195 quilómetros na Região Administrativa Especial de Macau da República Popular da China. O evento é patrocinado pela Galaxy Entertainment Group, uma sociedade de investimento de casino e hotel.
A maratona foi realizada pela primeira vez em 1981, sob a organização do Clube Desportivo Panda, tornando-se assim a primeira maratona internacional a ser realizada na região. A Associação de Atletismo de Macau assumiu as funções organizacionais da maratona em 1987, e em 1990 a corrida foi aceite como membro da Associação Internacional de Maratonas e Corridas de Rua. A maratona anual foi suspensa em 1997 devido a abertura do Complexo Olímpico de Macau (o atual Estádio Campo Desportivo), mas uma meia maratona foi realizada pela primeira vez no seu lugar naquele ano, mantendo assim a continuidade da corrida.
O percurso é feito em Taipa e Coloane e começa e termina no Estádio Campo Desportivo. Desde 1998, três provas são realizadas a cada edição: a maratona completa, a meia maratona, e a mini maratona (cerca de 6,5 km).
A maratona atrai muitos corredores no estrangeiro, com uma média de cerca de quinhentos participantes e quatrocentos finalistas. O registo de participação da maratona foi atingindo em 1984, com 1 121 atletas inscritos e 932 a chegada. Desde a sua introdução em 1997, a meia maratona passou de 348 para 1 279 finalistas em 2006. A mini maratona foi inaugurada um ano depois, após a meia maratona, e instantaneamente ganhou uma elevada participação (com cerca de 1 111 participantes no ano de 1997, e 1 767 no ano de 2009).
Além do grande número de corredores amadores que participam do evento, a maratona caracteriza os corredores de elite provenientes da Ásia Oriental, África e Europa. Em 2011, o recorde da corrida masculina e feminina foi batido pelos quenianos Stephen Kwelio Chemlany que ganhou a prova masculina num tempo de 2:12:49, e Rose Jepkemboi Chesire que ganhou a prova feminina num tempo de 2:31:28.

## Vencedores

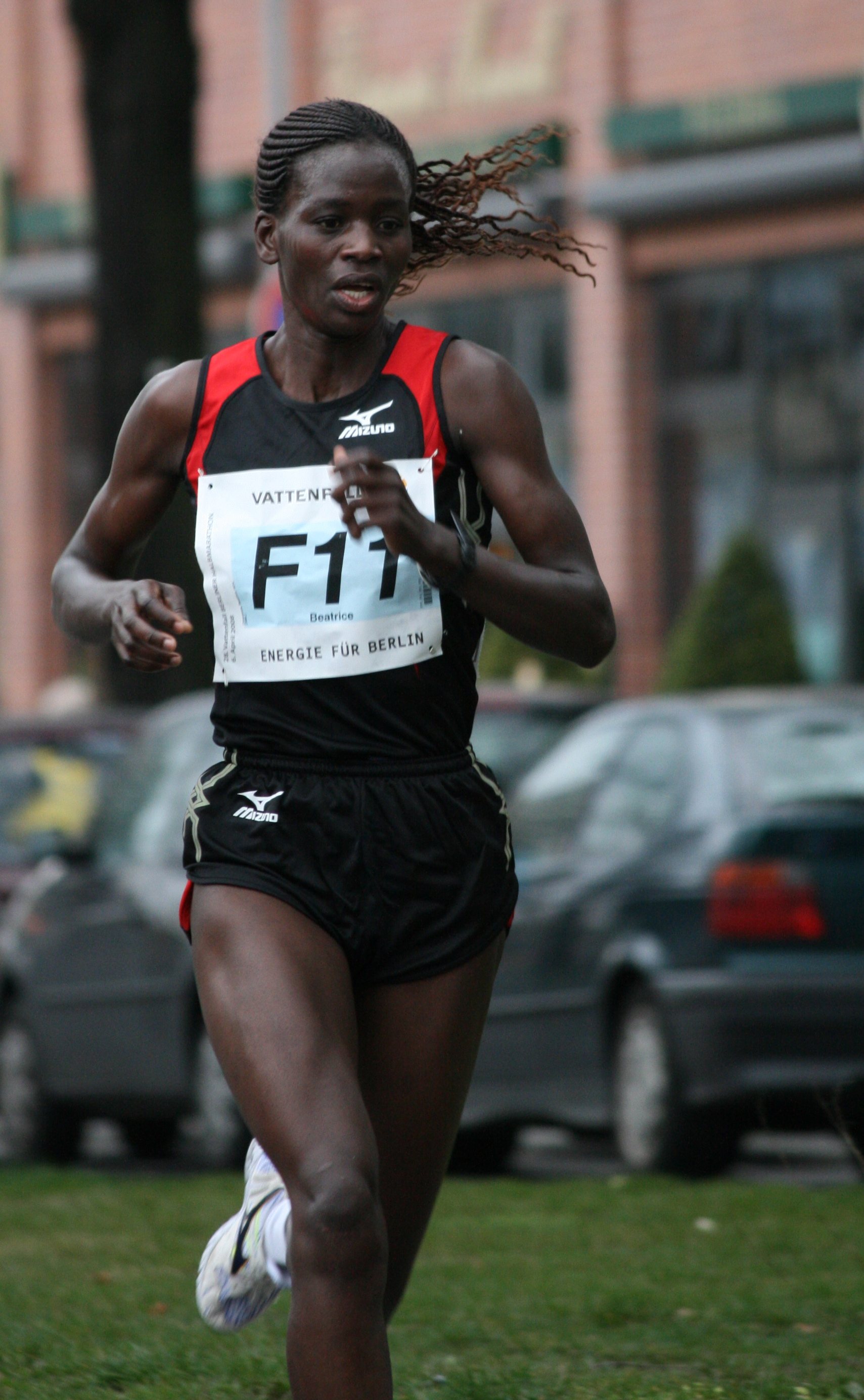
Beatrice Omwanza venceu a meia maratona em 1997, quando a maratona foi suspensa.

As cores de fundo indicam:
      Recorde do percurso
      Realizada como meia maratona
| Edição  | Ano  | Homens                  | Tempo (h:m:s) | Mulheres                    | Tempo (h:m:s) |
| ------- | ---- | ----------------------- | ------------- | --------------------------- | ------------- |
| I       | 1981 | Tom Flett               | 2:41:42       | Tak Wai                     | 3:12:42       |
| II      | 1982 | Antonio Eratavo         | 2:21:54       | Fung-fan Wong               | 3:17:18       |
| III     | 1983 | Antonio Eratavo         | 2:25:00       | Yuko Gordon                 | 2:58:26       |
| IV      | 1984 | Antonio Eratavo         | 2:24:29       | Fung-fan Wong               | 3:00:04       |
| V       | 1985 | Antonio Eratavo         | 2:20:18       | Yuko Gordon                 | 2:48:18       |
| VI      | 1986 | Antonio Eratavo         | 2:26:47       | Fung-fan Wong               | 3:41:16       |
| VII     | 1987 | Zhang Guowei            | 2:16:21       | Hong-wei Tang               | 2:58:24       |
| VIII    | 1988 | Chao-ai Gao             | 2:19:18       | Elizabeth Hintz             | 2:57:03       |
| IX      | 1989 | António Costa           | 2:18:37       | Suk-yee Lau                 | 3:07:11       |
| X       | 1990 | António Costa           | 2:17:37       | Yi-Lo Man                   | 2:58:25       |
| XI      | 1991 | António Costa           | 2:17:58       | Yi-Lo Man                   | 2:52:54       |
| XII     | 1992 | Jerry Modiga            | 2:18:31       | Yi-Lo Man                   | 2:51:18       |
| XIII    | 1993 | Hu Gangjun              | 2:19:12       | Li Yemei                    | 2:39:20       |
| XIV     | 1994 | Paulo Catarino          | 2:15:28       | Li Yemei                    | 2:38:18       |
| XV      | 1995 | Henrique Crisóstomo     | 2:15:39       | Li Yemei                    | 2:40:47       |
| XVI     | 1996 | Dong Jiangmin           | 2:16:30       | Elena Makalova              | 2:40:13       |
| –       | 1997 | Hezron Otwori           | 1:02:55       | Beatrice Omwanza            | 1:15:31       |
| XVII    | 1998 | Henrique Crisóstomo     | 2:19:44       | Lyubov Denisova             | 2:37:55       |
| XVIII   | 1999 | Kim Jung-Won            | 2:15:21       | Kim Chang-Ok                | 2:34:57       |
| XIX     | 2000 | Willie Mtolo            | 2:19:25       | Lu Jingbo                   | 2:47:15       |
| XX      | 2001 | Benjamin Matolo         | 2:18:58       | Ren Xiujuan                 | 2:42:11       |
| XXI     | 2002 | Zhu Ronghua             | 2:19:09       | Catherine Leonard           | 3:20:49       |
| XXII    | 2003 | Kasirayi Sita           | 2:15:58       | Catherine Leonard           | 3:16:25       |
| XXIII   | 2004 | Adam Dobrzynski         | 2:16:30       | Dai Yanyan                  | 2:37:27       |
| XXIV    | 2005 | Philip Bandawe          | 2:19:49       | Natalya Volgina             | 2:40:59       |
| XXV     | 2006 | Peter Kemboi            | 2:18:56       | Phyo Un-suk                 | 2:38:27       |
| XXVI    | 2007 | Li Gum-Song             | 2:17:40       | Phyo Un-suk                 | 2:38:27       |
| XXVII   | 2008 | Yemane Adhane Tsegay    | 2:15:06       | Yuan Lili                   | 2:36:40       |
| XXVIII  | 2009 | Mihaylo Iveruk          | 2:17:45       | Roman Gebregessese          | 2:37:08       |
| XXIX    | 2010 | Tekesete Nekatibebe     | 2:16:15       | Wang Xueqin                 | 2:37:37       |
| XXX     | 2011 | Stephen Kwelio Chemlany | 2:12:49       | Rose Jepkemboi Chesire      | 2:31:28       |
| XXXI    | 2012 | Haile Haja Gemeda       | 2:23:56+      | Ehitu Kiros Reda            | 2:50:10+      |
| XXXII   | 2013 | Julius Kiplimo Maisei   | 2:12:43+      | Kim Mi-gyong                | 2:36:32       |
| XXXIII  | 2014 | Julius Kiplimo Maisei   | 2:14:45       | Flomena Chepchirchir Chumba | 2:33:24       |
| XXXIV   | 2015 | Vitaliy Shafar          | 2:14:44       | Olena Shurkhno              | 2:33:24       |
| XXXV    | 2016 | Peter Kimeli Some       | 2:12:52       | Ji Hyang Kim                | 2:36:16       |
| XXXVI   | 2017 | Felix Kiptoo Kirwa      | 2:10:01       | Eunice Jepkirui Kirwa       | 2:29:12       |
| XXXVII  | 2018 | Elijah Kemboi           | 2:15:18       | Mercy Kibarus               | 2:35:16       |
| XXXVIII | 2019 | Tafese Delelegn         | 2:12:53       | Lucy Cheruiyot              | 2:31:17       |

- O percurso foi 3 km demasiadamente longos, devido a um erro de triagem no campo.